# Paul Griffen

a Compétitions nationales et continentales officielles uniquement.

b Matchs officiels uniquement.
Dernière mise à jour le 26 novembre 2024.
Paul Richard Griffen, né le 30 mars 1975 à Dunedin (Nouvelle-Zélande), est un ancien joueur de rugby à XV néo-zélandais qui a joué avec l'équipe d'Italie entre 2004 et 2009, évoluant au poste de demi de mêlée (1,78 m et 83 kg).

## Biographie
Paul Griffen a pu jouer pour l'équipe d'Italie parce qu'il avait déjà passé plus de trois ans dans le championnat italien et qu'il n'avait pas été sélectionné au préalable en équipe de Nouvelle-Zélande. Il a joué au poste de demi de mêlée, principalement au sein de l'effectif du Cammi Calvisano avec lequel il a gagné quatre Championnats d'Italie (2005, 2008, 2012 et 2014) ainsi que deux Coupes d'Italie (2004 et 2012). Joueur cadre et emblématique du Cammi Calvisano pendant 14 ans, il annonce à l'âge de 39 ans sa retraite à l'issue du Campionato Nazionale Eccellenza  2013-2014 qu'il remporte avec son club.

## Carrière

### En club
- Linwood  Nouvelle-Zélande
- Canterbury (NPC)
- 1999-2000 : Partenope Napoli
- 2000-2014 : Cammi Calvisano

### En équipe nationale
Il a obtenu sa première cape internationale le 15 février 2004 à l'occasion d'un match contre l'équipe d'Angleterre à Rome, et sa dernière cape le 21 mars 2009 contre l'équipe de France, également à Rome.

## Palmarès
- Champion d'Italie en 2005, 2008, 2012 et 2014
- Vainqueur de la Coupe d'Italie en 2004 et 2012

## Statistiques en équipe nationale
- 42 sélections (33 fois titulaire, 9 fois remplaçant)
- 13 points (1 essai, 1 transformation, 1 pénalité, 1 drop)
- Sélections par année : 10 en 2004, 9 en 2005, 11 en 2006, 8 en 2007, 4 en 2009
- Tournois des Six Nations disputés : 2004, 2005, 2006, 2007, 2009

En coupe du monde : 
- 2007 : 3 sélections (Nouvelle-Zélande, Roumanie, Portugal)